# Earl of Lindsay

Wappen des Earl of Lindsay

Earl of Lindsay ist ein erblicher britischer Adelstitel in der Peerage of Scotland.

## Verleihung
Der Titel wurde am 8. Mai 1633 für John Lindsay, 10. Lord Lindsay geschaffen. Zusammen mit dem Earldom wurde ihm der nachgeordnete Titel Lord Parbroath verliehen. Er hatte bereits 1616 von seinem Vater den Titel Lord Lindsay, of The Byres, geerbt, der 1445 seinem Vorfahren John Lindsay verliehen worden war. 1652 erbte er auch den Titel 17. Earl of Crawford. Die beiden Earldoms blieben bis 1808 vereint, als der 6. Earl of Lindsay und 22. Earl of Crawford starb und die Titel an unterschiedliche Linien der Familie fielen. Der spätere 5. Earl of Lindsay und 21. Earl of Crawford hatte 1738 die Titel Viscount of Garnock und Lord Kilbirny and Drumry geerbt. Sie sind seit 1749 als nachgeordnete Titel mit dem Titel Earl of Lindsay vereint und Viscount Garnock wird seither als Höflichkeitstitel vom ältesten Sohn des jeweiligen Earl of Lindsay geführt. Nachdem der 8. Earl 1839 ohne Söhne gestorben war, war umstritten wer rechtmäßiger Titelerbe sei. Der Streit wurde 1878 vom House of Lords zugunsten von Sir John Trotter Bethune, 2. Baronet, entschieden, der rückwirkend als 9. Earl anerkannt wurde. Er führte bereits den Titel Baronet, of Kilconquhar in the County of Fife, der 1836 für seinen Vater geschaffen worden war. Die Baronetcy gehört zur Baronetage of the United Kingdom, alle übrigen genannten Titel gehören zur Peerage of Scotland. 
Stammsitz der Familie ist Lahill House bei Upper Largo in Fife.

## Liste der Titelinhaber

### Lords Lindsay (1445)
- John Lindsay, 1. Lord Lindsay († 1482)
- David Lindsay, 2. Lord Lindsay († 1490)
- John Lindsay, 3. Lord Lindsay († 1497)
- Patrick Lindsay, 4. Lord Lindsay († 1526)
- John Lindsay, 5. Lord Lindsay († 1563)
- Patrick Lindsay, 6. Lord Lindsay (1521–1589)
- James Lindsay, 7. Lord Lindsay (1554–1601)
- John Lindsay, 8. Lord Lindsay († 1609)
- Robert Lindsay, 9. Lord Lindsay († 1616)
- John Lindsay, 10. Lord Lindsay (um 1598–1678) (1633 zum Earl of Lindsay erhoben)

### Earls of Lindsay (1633)
- John Lindsay, 1. Earl of Lindsay, 17. Earl of Crawford (um 1598–1678)
- William Lindsay, 18. Earl of Crawford, 2. Earl of Lindsay (1644–1698)
- John Lindsay, 19. Earl of Crawford, 3. Earl of Lindsay († 1714)
- John Lindsay, 20. Earl of Crawford, 4. Earl of Lindsay (1702–1749)
- George Lindsay-Crawford, 21. Earl of Crawford, 5. Earl of Lindsay (1723–1781)
- George Lindsay-Crawford, 22. Earl of Crawford, 6. Earl of Lindsay (1758–1808)
- David Lindsay, 7. Earl of Lindsay († 1809)
- Patrick Lindsay, 8. Earl of Lindsay (1778–1839)
- Henry Bethune, 9. Earl of Lindsay (1787–1851)
- John Bethune, 10. Earl of Lindsay (1827–1894)
- David Bethune, 11. Earl of Lindsay (1832–1917)
- Reginald Lindesay-Bethune, 12. Earl of Lindsay (1867–1939)
- Archibald Bethune, 13. Earl of Lindsay (1872–1943)
- William Lindesay-Bethune, 14. Earl of Lindsay (1901–1985)
- David Lindesay-Bethune, 15. Earl of Lindsay (1926–1989)
- James Lindesay-Bethune, 16. Earl of Lindsay (* 1955)

Voraussichtlicher Titelinhaber (Heir apparent) ist der Sohn des aktuellen Titelinhabers, William Lindesay-Bethune, Viscount Garnock (* 1990).